# Liste der Monuments historiques in Maison-Rouge
Die Liste der Monuments historiques in Maison-Rouge führt die Monuments historiques in der französischen Gemeinde Maison-Rouge auf.

## Liste der Bauwerke
| Bezeichnung      | Beschreibung | Standort      | Kennzeichnung | Schutzstatus | Datum | Bild |
| ---------------- | ------------ | ------------- | ------------- | ------------ | ----- | ---- |
| Kirche St-Martin |              | Landoy (Lage) | PA00087077    | Inscrit      | 1980  |      |

## Liste der Objekte
Zum Verständnis siehe: Kirchenausstattung
- Monuments historiques (Objekte) in Maison-Rouge in der Base Palissy des französischen Kultusministeriums